# Česká asociace farmaceutických firem
Česká asociace farmaceutických firem (ČAFF) je sdružení hlavních českých výrobců generických a biosimilárních léků. Založena byla v roce 2001.
Asociace vystupuje mj. jako lobbistická skupina.

## Členové
Členy ČAFF jsou:
- Adamed
- Angelini Pharma
- BB Pharma
- BELUPO léky a kosmetika
- DESITIN PHARMA
- EGIS Praha
- Ewopharma
- G.L. Pharma
- Gedeon Richter Marketing ČR
- Glenmark Pharmaceuticals
- KRKA ČR
- Medopharm
- Mylan Pharmaceuticals
- Omega Pharma
- PRO.MED.CS Praha
- Sandoz
- STADA PHARMA CZ
- Teva Czech Industries
- Teva Pharmaceuticals CR
- Ústav jaderného výzkumu Řež
- Zentiva